# Захарченко, Игорь Григорьевич
Игорь Григорьевич Захарченко (26.12.1941 — 17.04.2017) — советский и украинский педагог, кандидат физико-математических наук, профессор.

## Биография
Игорь Григорьевич Захарченко родился 26 декабря 1941 года в г. Куйбышев (Самара).
В 1963 году закончил физический факультет Одесского государственного университета имени И. И. Мечникова, в 1968 году — аспирантуру Одесского государственного педагогического института имени К. Д. Ушинского.
В 1970 году защитил диссертацию «Исследования упругой анизотропии и текстуры листового титана» на соискание ученой степени кандидата физико-математических наук. В 1975 году присвоено ученое звание доцента, а в 1992 году — ученое звание профессора кафедры физики.
С 1969 по 2017 год преподавал в Южноукраинском национальном педагогическом университете имени К. Д. Ушинского. В 1972—1975 годах заведовал кафедрой физики, в 1974—1975 годах был деканом физико-математического факультета.
В 1975—2015  годах (40 лет)  работал проректором по научной работе. Внес огромный вклад в подготовку педагогических кадров высшей квалификации (были открыты: докторантура, специализированные ученые советы по защите кандидатских и докторских диссертаций по педагогике, психологии, философии, политологии), в развитие вузовской науки.
В декабре 1976 — феврале 1977 годов исполнял обязанности ректора Одесского государственного педагогического института
Автор более 90 научных публикаций.
Скончался 17 апреля 2017 года в г. Одесса, похоронен на Новогородском (Таировском) кладбище.

## Награды
- Медаль А. С. Макаренко.
- Нагрудные знаки «Отличник просвещения СССР», «Отличник народного образования УССР».
- За личный вклад в строительство национального образования, развитие научных исследований, внедрение современных форм обучения в 1994 году присвоено почётное звание «Заслуженный работник образования Украины».

## Некоторые труды
- Особенности анизотропии упругости свойств и текстурообразования в местах сплавов// Физика конденсированного состояния. — К., 1980. — С. 9 — 16.
- Влияние термомеханической обработки на анизотропию упругих свойств в листовом сплаве ВТ20// Влияние термической обработки на свойства титановых сплавов. — Днепропетровск, 1981. — С. 166—168.
- Влияние олова и алюминия на энергию дефектов упаковки, текстуру и анизотропию модуля Юнга холоднокатаного титана// Роль дефектов в физико-механических свойств твердых тел. — Ч. 1. — Барнаул, 1985. — С. 118—119.
- Влияние способа прокатки на упрочнение изделий сплава ВТ-6С// Совершенствование существующих и создание новых ресурсостерегающих технологий. — Ч. 2. — Минск, 1991. — С. 138—139.